# Centre for the Study of Medicine and the Body in the Renaissance
El Centro for the Study of Medicine and the Body in the Renaissance (CSMBR) es un instituto internacional de estudios avanzados en historia de la medicina y la ciencia con sede en la Domus Comeliana de Pisa. El centro es la principal institución italiana dedicada a las humanidades médicas.

## Historia
El CSMBR se estableció en enero de 2018 tras la dotación de la Institutio Santoriana – Fondazione Comel para continuar con el legado científico del médico, científico, inventor y filósofo italiano Santorio Santori (1561-1636), quien introdujo el método cuantitativo en la medicina y es reputado el padre de la fisiología experimental cuantitativa, de conformidad con la voluntad del Prof. Marcello Comel (1902–1996) fundador de la institución.

### Sede
Las instalaciones del CSMBR se encuentran en la Domus Comeliana, antigua residencia privada de Marcello Comel, ubicada junto a la Torre Inclinada en Piazza dei Miracoli .

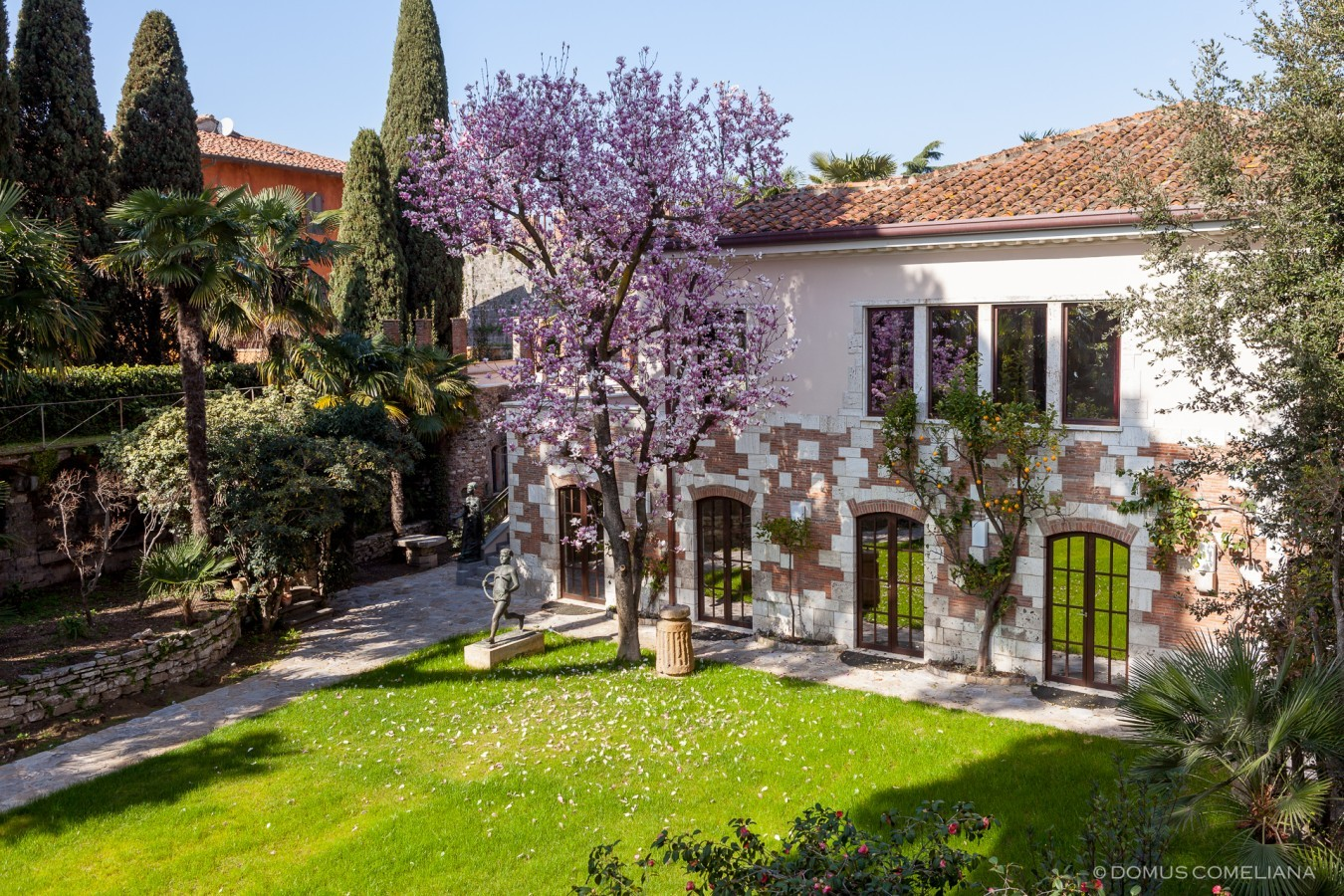
Domus Comeliana

### Organización
El CSMBR está dirigido por un comité de académicos que trabaja globalmente en cooperación con universidades e institutos de investigación en la UE, el Reino Unido y los EE. UU., principalmente:
- Universidad de Exeter ;
- Universidad de Yale ;
- Julius-Maximilians Universität Würzburg ;
- Universidad de Parma;
- el Estudio Firmano de Historia de la Medicina y la Ciencia .

El fundador y actual director del CSMBR es el historiador intelectual Fabrizio Bigotti, mientras que el presidente es la historiadora de la medicina Vivian Nutton .

### Misión

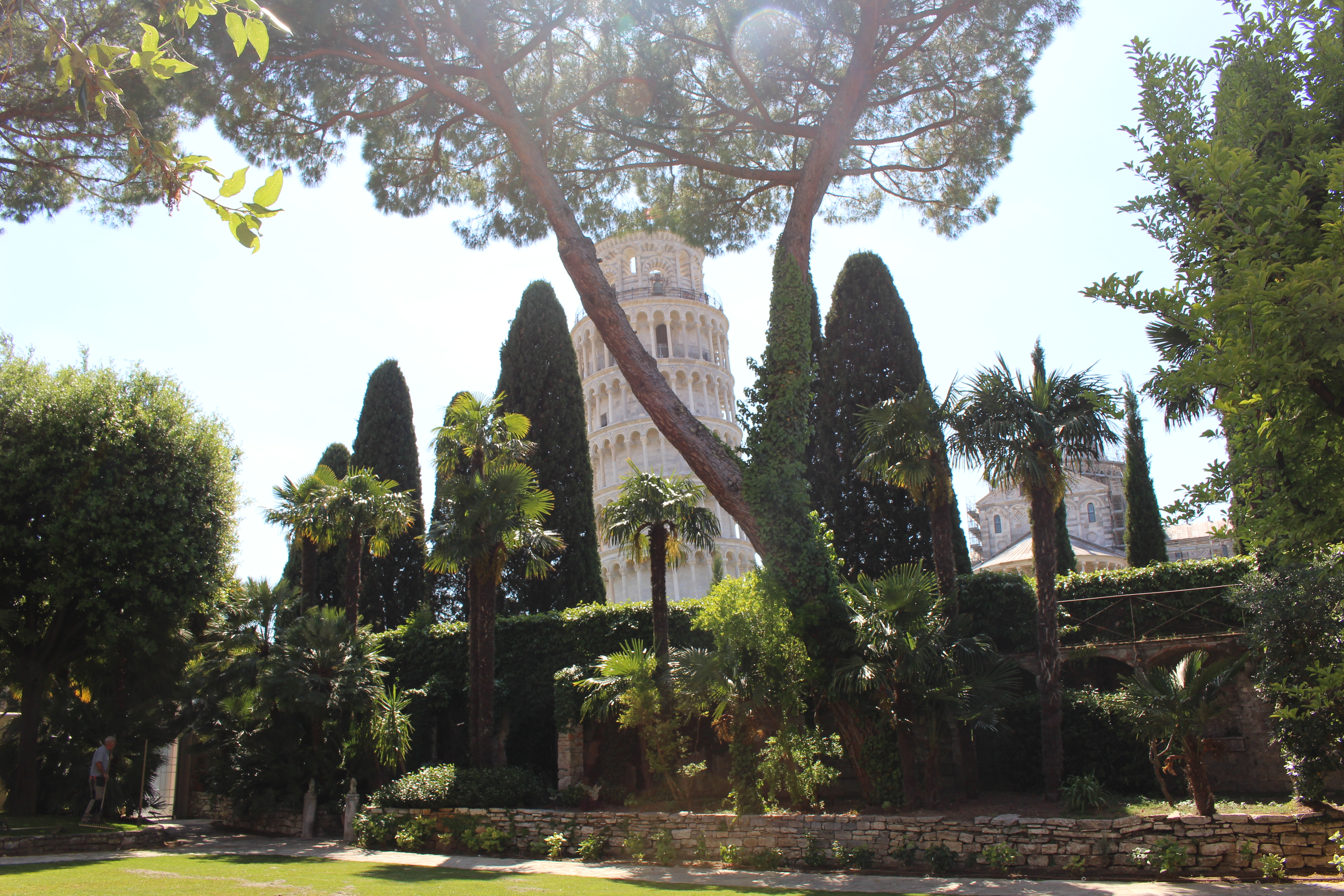
Jardín Interior de la Domus Comeliana

La misión central de CSMBR es promover los valores del humanismo y el avance del conocimiento científico inspirados en el desarrollo intelectual, cultural y social del Renacimiento médico europeo (1300-1700).

### Principios fundamentales
La comunidad CSMBR se inspira en los principios del Humanismo Renacentista, entendido como el compromiso de reconocer, respetar y desarrollar el potencial humano propio de cada individuo. De acuerdo con estos principios, el centro de la práctica académica de CSMBR es la recuperación y el renacimiento de la tradición clásica, mientras que el trabajo académico en general está destinado a permitir que cada individuo forme su propia opinión, de la manera más libre e independiente posible. En consecuencia, el CSMBR no busca ni promueve ningún objetivo político directo, constituyéndose como un instituto de investigación independiente, abierto a académicos de cualquier nacionalidad, sin discriminación de etnia, género, edad, orientación política, religiosa o sexual.

## Premios y Publicaciones
El Centro otorga premios y becas de viaje, como el Santario Award for Excellence in Research, la Santorio Award for Medical Humanities and Science, al tiempo que fomenta la cooperación internacional a través de la VivaMente Conference in the History of Ideas. 
En colaboración con Palgrave-MacMillan (Springer), el CSMBR patrocina la serie Palgrave Studies in Medieval and Early Modern Medicine (PSMEMM). La serie se centra en la tradición intelectual de la medicina occidental en relación con las filosofías, instituciones, prácticas y tecnologías que se desarrollaron a lo largo del periodo medieval y moderno temprano (500-1800). Pretende explorar las diversas interacciones entre las distintas conceptualizaciones del cuerpo, incluida su importancia para las artes (por ejemplo, la literatura, la pintura, la música, la danza y la arquitectura) y el modo en que las distintas tradiciones médicas se solaparon y tomaron prestadas unas de otras. La serie acoge las contribuciones de los galardonados con el Premio Santorio y está especialmente interesada en las contribuciones de autores jóvenes.